# Baljevac (miasto Belgrad)
Baljevac (cyr. Баљевац) – wieś w Serbii, w mieście Belgrad, w gminie miejskiej Obrenovac. W 2011 roku liczyła 507 mieszkańców.